# Vũ hội

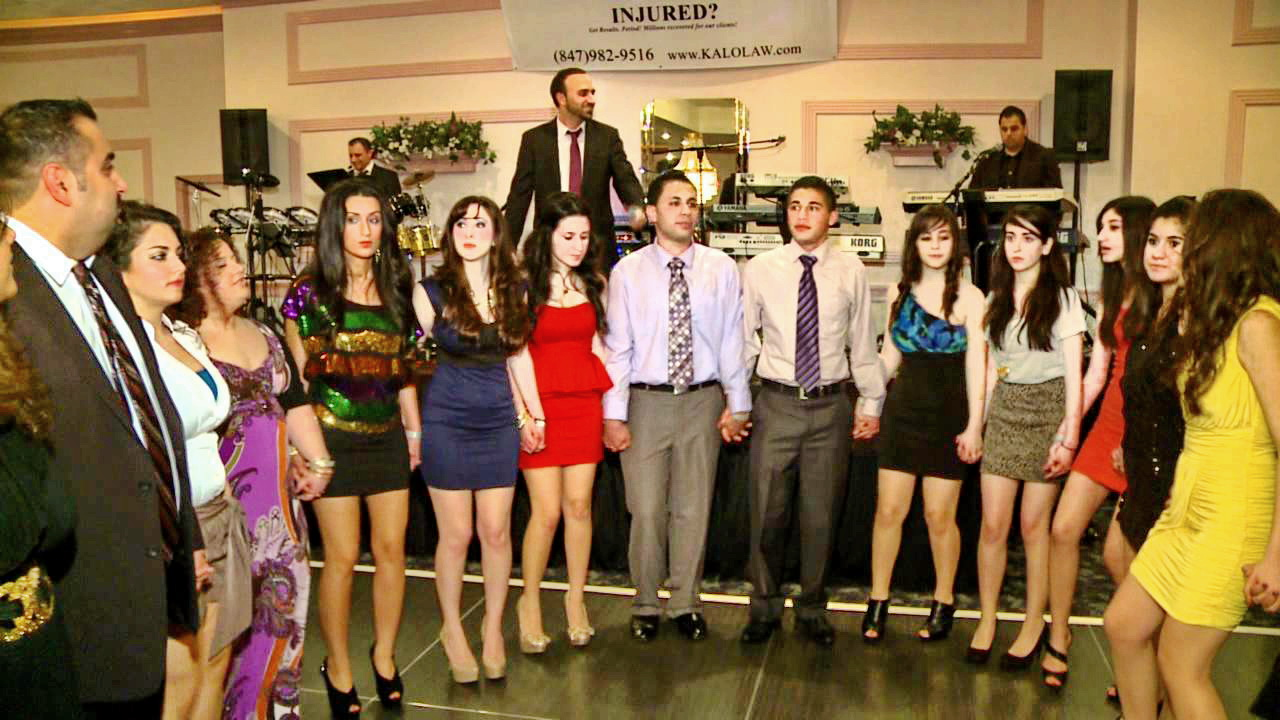
Buổi dạ hội của người Assyria trong đó người tham gia sẽ thực hiện các vũ điệu dân gian, tại Chicago, Hoa Kỳ.

Dạ hội, hay còn gọi là vũ hội hay tiệc nhảy múa, là cuộc tụ họp xã giao trong đó việc nhảy múa là hoạt động cơ bản. Một số dạ hội được diễn ra trong bối cảnh ngẫu nhiên và mở rộng cho công chúng thí dụ như tiệc quẩy, hoặc những vũ hội được tổ chức trong các hộp đêm, vũ trường.
Những dạng khác của dạ hội có thể là một sự kiện kín đáo trang trọng hoặc nửa trang trọng trong đó sẽ yêu cầu các khách mời diện trang phục lịch sự và phải có giấy mời hoặc có tư cách thành viên trong cộng đồng tổ chức sự kiện, thí dụ như dạ hội học đường và dạ hội cô-ti-công.